# Az-Zurajkijja
Az-Zurajkijja – wieś w Syrii, w muhafazie Damaszek. W 2004 roku liczyła 1349 mieszkańców.